# L'Inconsolé
L'Inconsolé (titre original : The Unconsoled) est un roman de l'écrivain britannique d'origine japonaise Kazuo Ishiguro paru en 1995, et lauréat du le Prix Cheltenham la même année.

## Résumé
Ryder, un pianiste renommé, arrive dans une ville anonyme pour y donner un concert attendu. À mesure que le temps s'égrène, il est confronté aux habitants locaux qui lui paraissent étrangement familiers, et le sollicitent pour une multitude de tâches absurdes qui échappent à sa volonté. L'errance de Ryder prend un tour onirique alors que rien dans l'univers qui l'entoure ne semble répondre aux lois de la logique.